# La duchessa di Langeais (film 1922)
La duchessa di Langeais (The Eternal Flame) è un film muto del 1922 diretto da Frank Lloyd; tratto dal romanzo La duchessa de Langeais di Honoré de Balzac, fu sceneggiato da Frances Marion. Il film frodotto dalla Norma Talmadge Film Corporation e venne distribuito in sala il 17 settembre 1922 dall'Associated First National Pictures.

## Trama

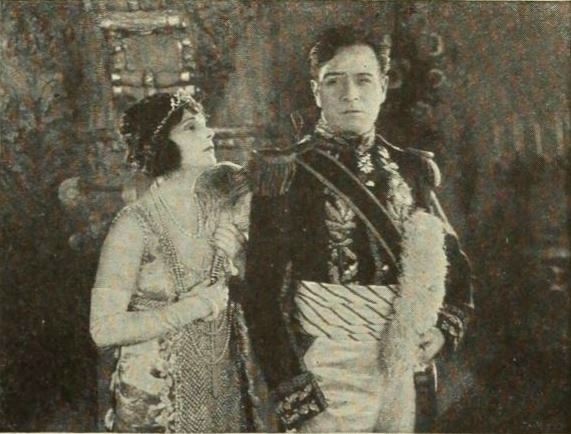
Norma Talmadge e Conway Tearle

Al tempo di Luigi XVIII, la duchessa di Langeais è oggetto dell'ammirazione di molti corteggiatori, che la sanno sposa infelice di un marito egocentrico e distante. Mentre il duca è via con le sue truppe, la duchessa intreccia una relazione con de Montriveau, un famoso generale. Ma la storia tra i due, che sta prendendo una strada molto romantica, si spezza quando il generale viene a sapere che la sua amata si è vantata di averlo conquistato. Furioso, il generale la rapisce ma poi non riesce a trovare l'animo di vendicarsi e la lascia andare via.
La duchessa cerca di riprendere il rapporto con de Montriveau, ma le lettere che gli invia non ricevono mai risposta. Senza speranza, la duchessa entra in convento. Il generale finalmente cede ma, quando va a trovarla, lei ormai è sul punto di prendere i voti.

## Produzione
Il film fu prodotto da Norma Talmadge e da Joseph M. Schenck per la Norma Talmadge Film Corporation.

## Distribuzione
Distribuito dall'Associated First National Pictures, il film uscì nelle sale cinematografiche statunitensi il 17 settembre 1922 con il titolo originale The Eternal Flame. In Finlandia venne distribuito il 3 febbraio 1924.
Copia della pellicola viene conservata negli archivi della Library of Congress in un positivo 35 mm mancante del terzo rullo.